# 巴恩斯維爾 (喬治亞州)
巴恩斯維爾（英語：Barnesville）是一個位於美國喬治亞州拉馬爾縣的城市。根據2010年美國人口普查，該地人口為6755人，而該地的面積約為14.60平方千米。同時該地也是拉馬爾縣的縣治。

## 地理
巴恩斯維爾的座標為33°03′31″N 84°09′22″W / 33.05861°N 84.15611°W，而該地的平均海拔高度為259米（即850英尺）。